# Dennis Nawrocki
Dennis Daniel Nawrocki (* 8. Dezember 1992 in Braunschweig) ist ein deutsch-polnischer Basketballspieler. Der 1,93 Meter große Flügelspieler steht bei Phoenix Hagen unter Vertrag.

## Laufbahn
Nawrocki, dessen Familie aus Polen stammt, durchlief seine Basketball-Ausbildung bei der SG Braunschweig und wechselte im Januar 2010 zu den Herzögen Wolfenbüttel in die 2. Bundesliga ProB. Er entwickelte sich zur Stammkraft der Okerstädter und wurde 2013 von den Cuxhaven BasCats unter Vertrag genommen, schaffte also den Sprung in die 2. Bundesliga ProA. Nach zwei Jahren in Cuxhaven ging Nawrocki 2015 zum VfL Kirchheim (ebenfalls 2. Bundesliga ProA). 2016 zog es ihn in seine Geburtsstadt zurück, wo er die SG Braunschweig verstärkte und sie als bester Punktewerfer der Mannschaft im Spieljahr 2016/17 zum Oberliga-Meistertitel und somit zum Aufstieg in die 2. Regionalliga führte. Darüber hinaus gewann er mit der Mannschaft den Pokalwettbewerb des Niedersächsischen Basketballverbandes. In der Vorbereitung auf die Saison 2017/18 wurde er aushilfsweise auch beim Kooperationspartner der SG, dem Erstligisten Basketball Löwen Braunschweig eingesetzt. Anfang November 2017 gab er im Hemd der Löwen seinen Einstand in der Basketball-Bundesliga.
Er bestritt bis zum Ende des Spieljahres 2018/19 insgesamt 55 Bundesliga-Partien für die Löwen. Im Juni 2019 wurde er vom Bundesliga-Absteiger Science City Jena verpflichtet und folgte damit Trainer Frank Menz von Braunschweig nach Thüringen. Nawrocki erzielte im Saisonverlauf 2019/20 14 Punkte pro Spiel und war damit zweitbester deutscher Korbschütze der 2. Bundesliga ProA. Er war Spielführer der Jenaer Mannschaft, im Juni 2021 wurde er vom Bundesligisten Gießen 46ers unter Vertrag genommen. Mit den Mittelhessen stieg er aus der höchsten deutschen Spielklasse ab, Nawrocki kam im Laufe der Saison 2021/22 in 27 Bundesligaspielen (3 Punkte/Spiel) zum Einsatz.
Im Sommer 2022 nahm Nawrocki ein Angebot des Bundesliga-Aufsteigers Rostock Seawolves an. Er wurde während der Saison 2022/23 in 18 Bundesliga-Spielen eingesetzt und erzielte im Mittel 1,8 Punkte je Begegnung. Mitte Juni 2023 vermeldete Zweitligist Phoenix Hagen seine Verpflichtung.